# Négy nemes igazság
A négy nemes igazság (szanszkrit: चत्वारि आर्यसत्यानि, csatvári árjaszatjáni; páli: csattári árijaszaccsáni; tibeti: 'phagsz pa'i bden pa bzhi) a legalapvetőbb buddhista tanítások egyike. Ezek az igazságok a szenvedésre (szanszkrit: duḥkha, páli: dukkha), annak természetére, eredetére, megszüntetésére, és az ahhoz vezető útra vonatkoznak. Ezek azon igazságok közé tartoznak, amelyekre Gautama Sziddhártha a megvilágosodásához vezető úton ébredt rá.
A négy nemes igazság sokszor megjelenik olyan ősi buddhista szövegekben, mint a páli kánon. A korai tanításokban és a hagyományos théraváda felfogásban a négy nemes igazság a haladó tanítás volt azok számára, akik készen álltak a befogadásukra (lásd fokozatos tanítás).

## A négy nemes igazság
1. az emberi élet lényegében szenvedéssel teli;
2. a szenvedés oka az emberi önzés és a vágyakozás;
3. van egy út (vagy mód), amelyen keresztül meg lehet szabadulni az önzéstől és a vágyakozástól;
4. a megszabaduláshoz az ún. „nemes nyolcrétű ösvény” (astángika-márga) vezet: a helyes szemlélet, a helyes gondolkodás, a helyes beszéd, a helyes cselekvés, a helyes élet, a helyes törekvés, a helyes vizsgálódás, a helyes elmélyedés.

A szanszkrit és páli szatja és szaccsa szavak egyszerre jelentenek „igazságot” és „valódit” vagy „tényleges dolgot”. Ebből is következik, hogy több tudós van azon az állásponton, hogy a négy nemes igazság nem valamiféle alaptézis, „végső igazság” vagy hitvallás, hanem a Buddha által megtapasztalt „való dolgok” vagy „valóság” megfogalmazása, valamint a felsorolás tagjainak sorrendje, inkább mnemotechnikai segédeszköz, mint egyre mélyülő igazságok hierarchikus sora.

### A négy nemes igazság aPáli kánonban
- A szenvedés természete (dukkha):

"Ez tehát a szenvedés nemes igazsága, szerzetesek: a születés szenvedés, az öregség szenvedés, a betegség szenvedés, a halál szenvedés, a szomorúság, kesergés, fájdalom, bánat és kétségbeesés szenvedés. Együtt lenni azzal, amit nem szeretünk, szenvedés, elválasztva lenni attól, amit szeretünk, szenvedés, nem jutni hozzá ahhoz, amit kívánunk, szenvedés. Mindent egybevetve a szenvedés a ragaszkodásnak alávetett öt léthalmaz."
- A szenvedés eredete (dukkha szamudaja):

"Ez tehát a szenvedés keletkezésének nemes igazsága, szerzetesek: ez a szomj, ami újraszületéshez vezet, élvezet és vágy kíséri, hol ebben, hol abban gyönyörködik, nevezetesen az érzékek szomja, a létezés szomja, a nemlétezés szomja."
- A szenvedés megszűnése/megszüntetése (dukkha niródha):

"Ez tehát a szenvedés megszűnésének nemes igazsága, szerzetesek: ez pedig ugyanannak a szomjnak maradéktalan elhagyása, megszűnése, feladása, a lemondás, megszabadulás, elszakadás attól."
- Az ösvény, ami a szenvedés megszűnéséhez vezet (dukkha niródha gáminí patipadá magga):

"Ez tehát a szenvedés megszűnéséhez vezető út nemes igazsága, szerzetesek: ez bizony a nemes nyolcas út, nevezetesen a helyes szemlélet, helyes elhatározás, helyes beszéd, helyes cselekedet, helyes életvitel, helyes törekvés, helyes figyelem, helyes összeszedettség."